# Amherstia nobilis
Amherstia nobilis är en ärtväxtart som beskrevs av Nathaniel Wallich. Amherstia nobilis ingår i släktet Amherstia och familjen ärtväxter. Inga underarter finns listade i Catalogue of Life.

## Bildgalleri

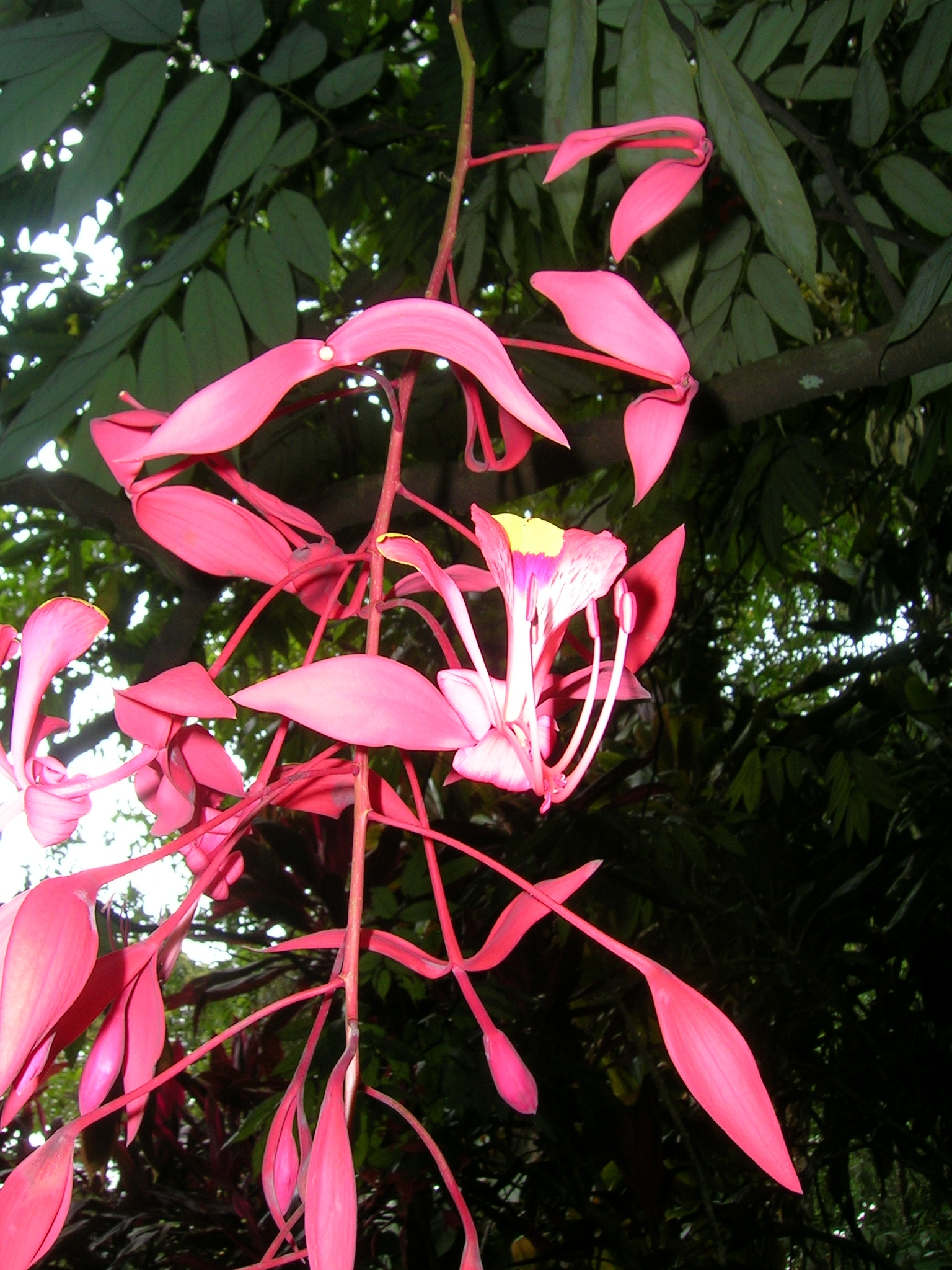
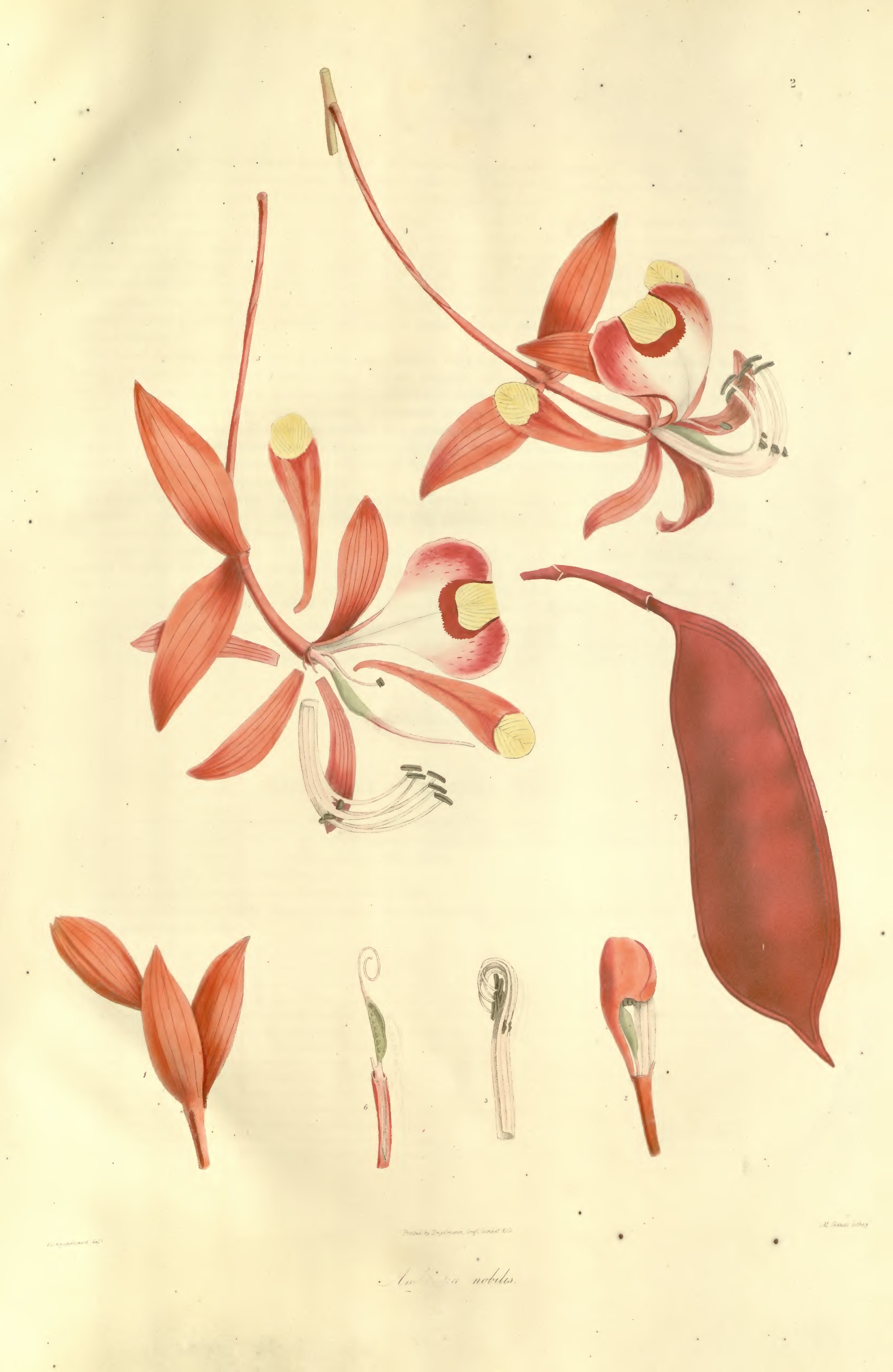
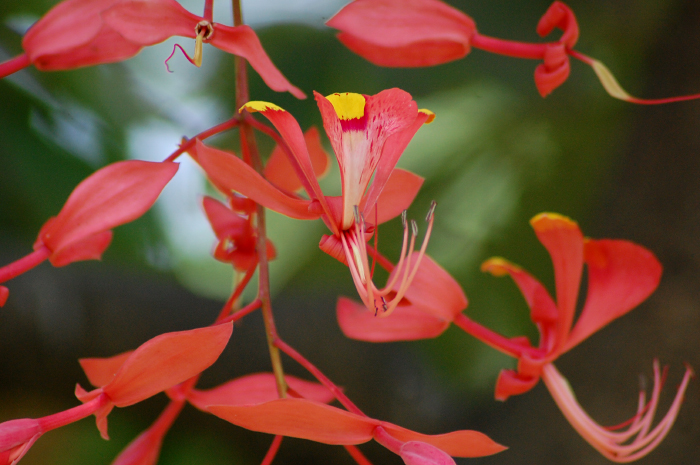
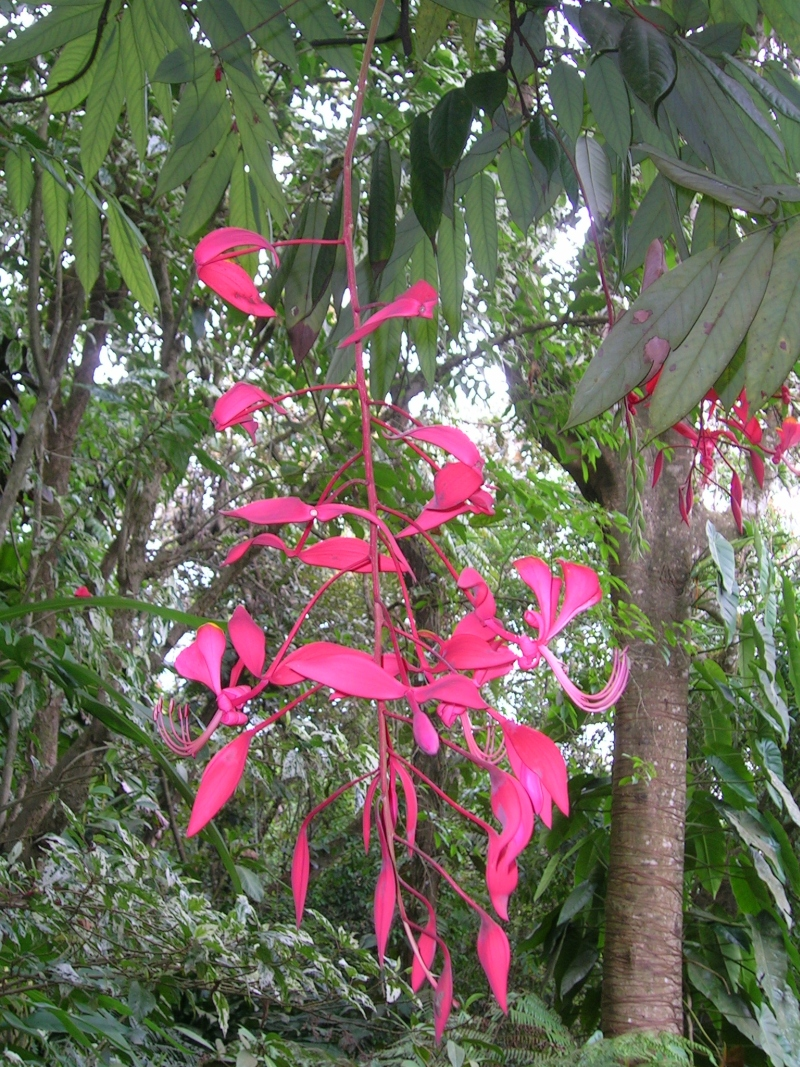
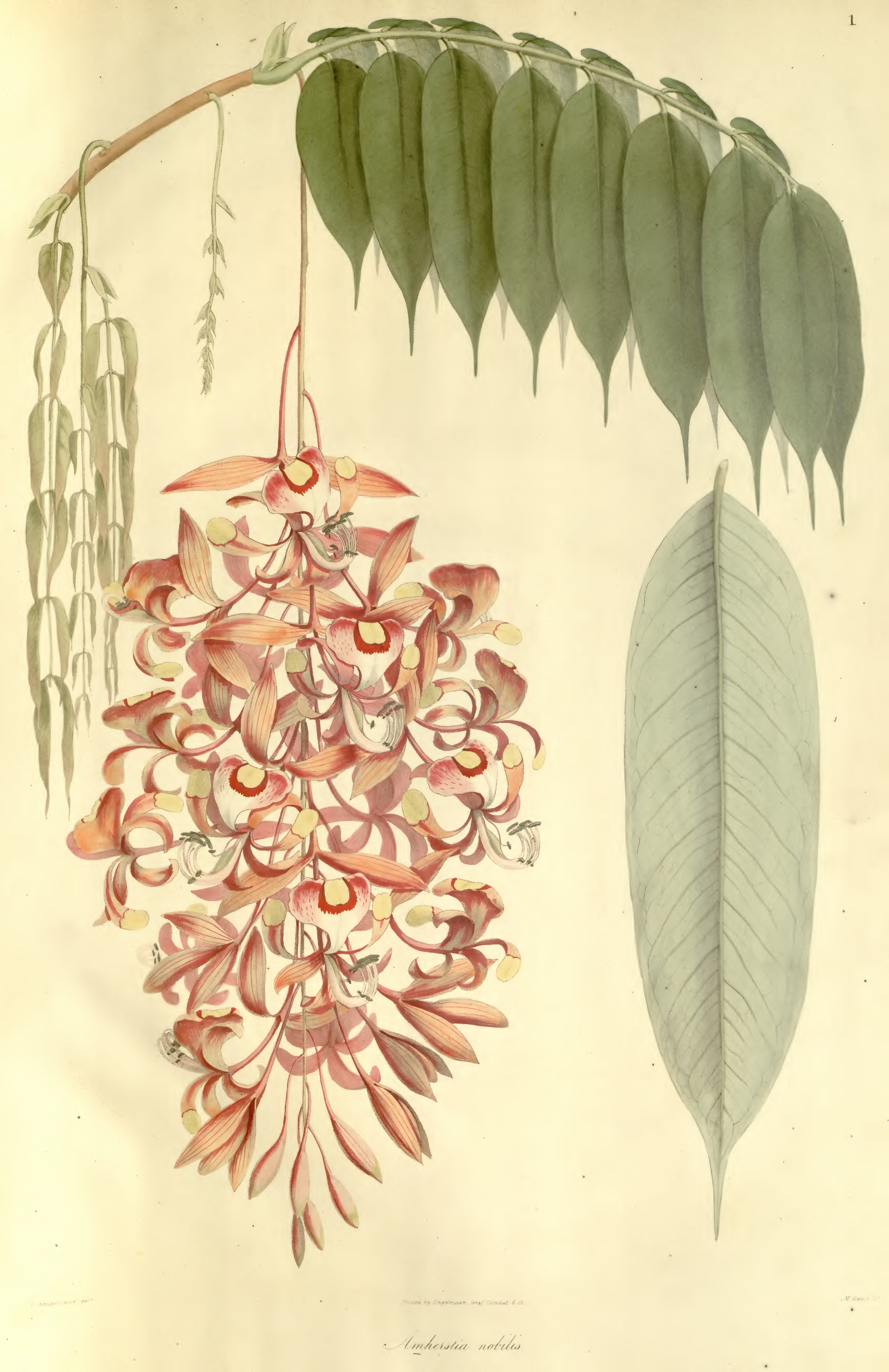
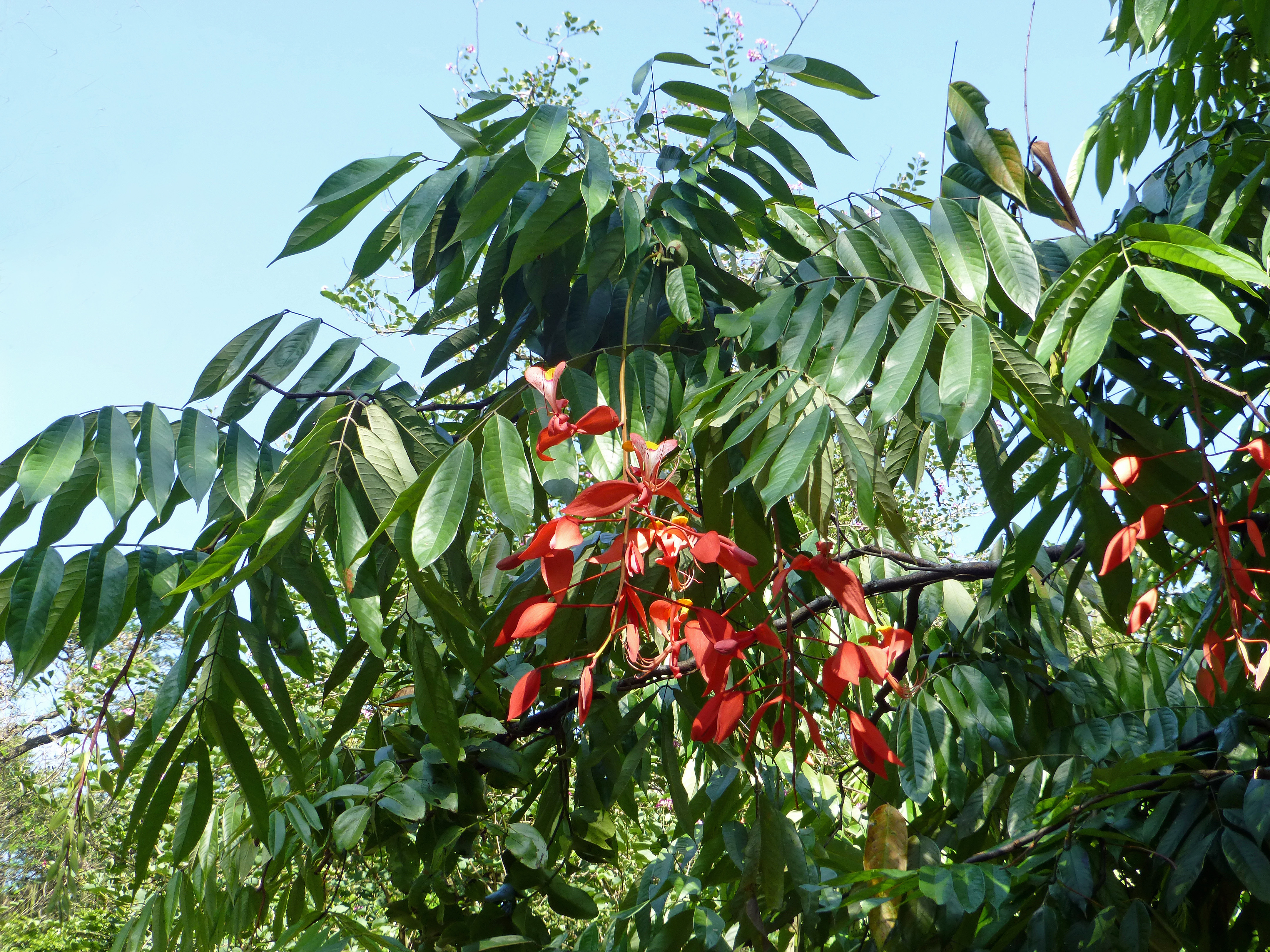